# Frederic Honorat de Gualbes i Vallseca
Frederic Honorat de Gualbes i Vallseca (Catalunya, segle xvi), regent de la cancelleria de Mallorca, vicecanceller de Catalunya. (1523-29).
Donzell, membre d'una nissaga catalana que des d'uns orígens artesanals havia arribat al cavalleratge i a alts càrrecs de la cort, fill del regent de la cancelleria d'Aragó Joan de Gualbes (mort a Segòvia el 1515). Es casà amb Estefania sa Pila. Doctor en drets, acabat d'arribar a Barcelona procedent d'Itàlia defensà una tesi a la sala del Consell de Cent (1509). Regent de la cancelleria de Mallorca, fou acusat de poc respecte a llurs franqueses i de cobejança de salaris pels mallorquins, els quals el 1512 demanaren al rei la seva substitució. En realitat, Gualbes havia executat la política reformista de Ferran el Catòlic, per la qual cosa l'oligarquia urbana el va voler desacreditar. Cessà en el càrrec el 1518 i fou ascendit a regent del Consell d'Aragó (1518-23), des d'on influí i intervingué en el procés de repressió de les Germanies. El 1522, per encàrrec dels consellers de Barcelona, negocià per a la ciutat, infructuosament, la llibertat de comerç amb Amèrica. L'any següent fou nomenat vicecanceller. Formà part, amb Miquel Mai i Antoni Agustí, del cercle erasmista del gran canceller Mercurino Gattinara. La seva filla Anna, muller de Pere de Rocabertí, baró de Cabrenys, fou una de les seguidores, a Barcelona, d'Ignasi de Loiola.